# مسجد كانو الكبير

صورة التقطت في عام 1962 لمسجد كانو الكبير.

مسجد كانو الكبير هو مسجد في مدينة كانو, عاصمة ولاية كانو,و المدينة الثانية الأكثر اكتظاظا بالسكان في نيجيريا.

## التاريخ
تم بناء المسجد الكبير لمحمد رومفا في القرن الخامس عشر.كان المسجد الأول من نوعه في نيجريا من الطين السورو. نقل المسجد إلى موقع جديد من قبل محمد زكي في عام 1582،أعيد بناؤها في منتصف القرن التاسع عشر من قبل عبد الله دان دابو .دمر المسجد في عقد 1950، وأعيد بناء المسجد برعاية بريطانية.

## وصلات خارجية
- صور للمسجد نسخة محفوظة 25 مايو 2005 على موقع واي باك مشين.